# Egilbert
Egilbert was bisschop van Utrecht in 899. Ook genaamd Engelbert of Egibold. Hij regeerde in ballingschap in Deventer net als zijn voorganger en opvolger vanwege de dreiging van de Noormannen.